# Palacio Real de Exposiciones
El Palacio Real de Exposiciones (en inglés Royal Exhibition Building), está localizado en la ciudad de Melbourne, estado de Victoria, Australia. Es situado en los Jardines Carlton, en el borde noreste del Central Business District. Este es el primer edificio de Australia que ha sido declarado por la Unesco como Patrimonio de la Humanidad en el año 2004. Está adyacente al Museo de Melbourne y el Museo de Victoria.